# 워너 애니메이션 그룹
워너 애니메이션 그룹(Warner Animation Group)은 미국 워너 브라더스 디스커버리의 소속 워너 브라더스 픽처스 그룹의 애니메이션 영화 제작 부서다.

## 같이 보기
- 워너 브라더스 애니메이션
- 파라마운트 애니메이션
- 소니 픽처스 애니메이션
- 유니버설 애니메이션 스튜디오
- 드림웍스 애니메이션
- 일루미네이션 (기업)
- 월트 디즈니 애니메이션 스튜디오
- 픽사
- 20세기 애니메이션
- 카툰 네트워크 스튜디오
- 해나 바베라
- 워너 브라더스의 장편 애니메이션 영화 목록
- 뉴 라인 시네마

## 외부 링크

2021-2023